# Рафік Мессалі
Рафік Мессалі (фр. Rafik Messali, нар. 28 квітня 2003, Тулуза, Франція) — алжирський футболіст, фланговий захисник французького клубу «Тулуза».

## Ігрова кар'єра

### Клубна
Рафік Мессалі є вихованцем клубної академії «Тулузи», до якої він приєднався у десятирічному віці. З 2021 року футболіст почав свої виутпи у другому складі команди в Національній лізі.
У вересні 2024 року Мессалі підписав з клубом свій перший професійний контракт. Дебют в головній клубній команді відбувся 10 листопада 2024 року, коли Мессалі вийшов на заміну у матчі чемпіонату Франції проти «Ренна».

### Збірна
З 2021 по 2023 року Рафік Мессалі виступав у складі молодіжної збірної Алжиру.